# Пеэтсон, Расмус
Расмус Пеэтсон (эст. Rasmus Peetson; 3 мая 1995, Пярну) — эстонский футболист, полузащитник клуба «Левадия». Выступает за национальную сборную Эстонии.

## Биография

### Клубная карьера
Воспитанник футбольных команд города Пярну. Во взрослом футболе дебютировал в 2012 году во втором составе «Пярну ЛМ» во второй лиге (четвёртый дивизион). С 2013 года играл за основную команду «Пярну ЛМ» в третьем, а затем во втором дивизионах.
Летом 2014 года перешёл в таллинскую «Левадию». Дебютировал в чемпионате Эстонии 18 августа 2014 года в матче против таллинского «Калева», выйдя на замену на 64-й минуте, а на 78-й минуте матча забил свой первый гол. По итогам сезона 2014 года стал чемпионом страны, но сыграл лишь 3 матча. В 2015 году стал серебряным призёром чемпионата и обладателем Суперкубка Эстонии, в матче Суперкубка против «Сантоса» (5:0) сделал «дубль» после выхода на замену. В 2016 году потерял место в основе «Левадии», сыграв за сезон только два матча, в это же время проходил военную службу. На следующий год был отдан в аренду в «Вапрус» из Пярну. В 2018 году вернулся в «Левадию», где как правило не был стабильным игроком стартового состава.

### Карьера в сборной
Выступал за молодёжную и олимпийскую сборные Эстонии.
В национальной сборной дебютировал 11 января 2019 года в товарищеском матче против Финляндии, отыграв первый тайм.

## Достижения
- Чемпион Эстонии: 2014
- Серебряный призёр чемпионата Эстонии: 2015, 2016, 2018, 2019
- Бронзовый призёр чемпионата Эстонии: 2020
- Обладатель Кубка Эстонии: 2018
- Обладатель Суперкубка Эстонии: 2015